# Museo de la Memoria
Das Kulturzentrum Museum der Erinnerung (spanisch Museo de la Memoria MUME) befindet sich seit 2006 in der Av. de las Instrucciones 1057 in Montevideo, Uruguay. Das Museum ist der Dokumentation des Terrors, der durch den Staat während der uruguayischen Militärdiktatur (1973–1985) ausgeübt wurde, und dem Kampf der Bevölkerung gegen die Unterdrückung gewidmet.

## Geschichte
Das MUME wurde am 17. Oktober 2006 gegründet und am 10. Dezember 2007 für Besucher geöffnet. An der Gründung waren Sozial- und Menschenrechtsorganisationen beteiligt, die den „Verein der Freunde und Freunde des MUME“ gründeten. Das Museums befindet sich in der ehemaligen Residenz des Diktators Máximo Santos. Das Gebäude befindet sich im Stadtteil Prado und weist einen einzigartigen architektonischen Stil auf. Zum Museumsgelände gehören ein großer Garten mit 80 exotischen Pflanzenspezies, eine Grotte und ein Privatzoo.
Das Grundstück, das an der Av. de las Instrucciones / Ecke Bulevar José Batlle y Ordoñez liegt, wurde im Jahr 1725 von Silvestres Pérez Brabo erworben. Am 5. Januar 1877 wurde es für 4000 Pesos an Santos verkauft. Es grenzte an den Wohnsitz von Lorenzo Latorre.
Santos besaß neben diesem Grundstück in Montevideo den Palacio Santos, in dem das Außenministerium von Uruguay seinen Sitz hat. Zu jener Zeit befand sich auf dem Grundstück ein einfaches Wohnhaus. Santos ließ diesen Bau abreißen, um ein prächtigeres Wohnhaus bauen zu lassen, das durch architektonische Elemente des 19. Jahrhunderts geprägt ist.

## Sammlung
Im Museum zeigt neben einer Dauerausstellung auch Einzelausstellungen zu unterschiedlichen Themen. Die Dauerausstellung behandelt die Themen „Menschenrechtsverbrechen und Verschwundene“, „Der Weg in die Diktatur“, „Volkswiderstand“, „Gefängnisse“, „Wiederherstellung der Demokratie“ und „Exil“.
- Menschenrechtsverbrechen und Verschwinden: Eine Sammlung von persönlichen Gegenständen verschwundener oder während der Diktatur ermordeter Personen, Zeitungsartikeln und Publikationen, die den Kampf der Angehörigen der Verschwunden um die rechtliche Aufklärung dokumentieren. Zudem Aufkleber, Flugblätter, Informationsblätter sowie Videoaufzeichnungen, die auf das Verschwinden aufmerksam machen sollten.
- Der Weg in die Diktatur: Es werden unterschiedliche Objekte ausgestellt, die mit der Militärdiktatur in Uruguay (1973–1985) im Zusammenhang stehen.
- Volkswiderstand: Die Diktatur hatte Einfluss auf das Privatleben vieler Bürger, Familientreffen oder gesellschaftlichen Veranstaltungen standen im Verdacht des Widerstands gegen das Regime. Die Sammlung zeigt Ausstellungsstücke dieser Epoche der uruguayischen Nationalgeschichte.
- Gefängnisse: Objekte, die das Leben der Gefangenen dokumentieren. Es handelt sich dabei um persönliche sowie durch die Gefangenen hergestellte Objekte wie Spielkarten, Kämme, Schuhe oder Abschriften von Schriftstücken.
- Wiederherstellung der Demokratie: Ausstellungsstücke, die Zeugnis über die Zeit der Wiederherstellung der Demokratie in Uruguay geben.
- Exil: Objekte aus der Zeit des Exils uruguayischer Staatsbürger.

## Veröffentlichungen (Auswahl)
- Roberto Saban, María Eugenia Grau: Exposición Deportados Roberto Saban. MUME, Museo e la Memoria, Montevideo 2012, OCLC 930946816.
- Isabel Collazo, Rossana Passeggi, María de los Àngeles Fein, Ana Sosa Aldacor: Los niños del reencuentro. MUME, Museo e la Memoria, Montevideo 2014, ISBN 978-9974-8465-4-8 (Die Kinder der Wiedervereinigung).
- Juan Raúl Ferreira: Ser Iglesia en dictadura testimonio y residencia solidaria de la iglesia metodista en el Uruguay. MUME, Museo e la Memoria, Montevideo 2014, OCLC 951231664.